# چمن‌ساور
چمن ساور، روستایی است از توابع بخش مرکزی شهرستان کردکوی در استان گلستان ایران.

## جمعیت
این روستا در دهستان چهارکوه قرار دارد و براساس سرشماری مرکز آمار ایران در سال ۱۳۸۵، جمعیت آن ۱۳۵ نفر (۳۹خانوار) بوده‌است.

## در کتب قدیمی
سفرنامهٔ مازندران و استر آباد یاسنت لویی رابینو :
خوش‌انگور كه حاكم در آنجا خانهٔ تابستانی دارد و بر قلهٔ آن امامزاده واقع است. كوه عبداللهی، كيوان‌كوه می‌گويند در اين محل ۶۸ امامزاده هست. نهرهای شاهكوه، تاش و چهار باغ از چمن ساور به يانسه و سرخ‌گريه جاری هستند و بعد از پيوستن به يكديگر و زارمرود را تشكيل می‌دهند كه به رود خانهٔ نكا كه بين ساری و اشرف جاری است می‌ريزد.